# Całe życie biedna
Całe życie biedna – powieść obyczajowa Józefa Ignacego Kraszewskiego, napisana w wołyńskim okresie jego twórczości i wydana w 1840 roku. Treścią utworu są losy Anny, którą zubożali rodzice oddają na wychowanie do zamożnej ciotki, licząc na to, że bogata krewna zapewni jej przyzwoity posag.
Ta wczesna, pod wieloma względami jeszcze niedopracowana powieść Kraszewskiego, podejmuje dwa poważne problemy społeczne, które będą powracać wielokrotnie w dalszej twórczości pisarza: los kobiet pozbawianych przez porządek społeczny możliwości decydowania o swoim losie (problem później poruszony m.in. w Dzienniku Serafiny) i powszechną w całej warstwie szlacheckiej walkę o zapisy majątkowe i spadki (później m.in. w Milionie posagu i Interesach familijnych).